# 小松町 (山口県)
小松町（こまつちょう）は山口県東部、大島郡に属していた町。現在の周防大島町の町役場の所在地で、屋代島（周防大島）の西端部および笠佐島にあたる。
本項では町制前の名称である小松志佐村（こまつしさそん）についても述べる。

## 地理
- 海洋 ： 大畠瀬戸
- 島嶼 ： 笠佐島

## 歴史
- 1889年（明治22年）4月1日 - 町村制の施行により、小松村・小松開作村・志佐村・笠佐島の区域をもって大島郡小松志佐村が発足。
- 1916年（大正5年）6月1日 - 小松志佐村が町制施行・改称して小松町となる。
- 1952年（昭和27年）9月15日 - 屋代村と合併して大島町が発足。同日小松町廃止。

## 寺社
- 志駄岸八幡宮